# Rompicapo in quattro giornate
Rompicapo in quattro giornate (Murder at the ABA) è un giallo scritto da Isaac Asimov nel 1976. È ambientato in un congresso dell'American Booksellers Association, l'associazione dei librai americani, del maggio 1975. Il protagonista è lo scrittore di poca fortuna Darius Just, che si trova a dover indagare sull'omicidio di un suo amico.

## Trama
Durante la seconda giornata di un congresso dell'American Booksellers Association, lo scrittore Darius Just trova il corpo senza vita del collega e amico Giles Devore. Poiché, non avendo ritirato un pacco per lui, ha forse contribuito alla sua morte, Just si sente in colpa e comincia ad indagare su quello che tutti tranne lui credono essere un incidente. La vedova di Devore, Eunice, gli spiega che il marito aveva delle particolari manie sessuali che consistevano nel farsi trattare come un lattante: quest'elemento, insieme ai vestiti sparpagliati nella stanza del morto, in contrasto con la sua mania dell'ordine, convince Just che si tratti di omicidio. Eunice rivela anche il contenuto del pacchetto ritirato da Just, cioè delle penne con le iniziali di Devore, le uniche che questi utilizzava; ciò fa aumentare il senso di colpa dello scrittore. Dopo essersi congedato da Eunice, ed essersi convinto della sua innocenza, Just telefona alla libraia Roseann Bronstein, altra spasimante di Devore, e si accerta anche della sua estraneità al delitto. La sera, ad un ricevimento, Just incontra Henrietta Corvass e le chiede di raccontargli gli ultimi momenti passati insieme a Devore. La ragazza, molto reticente, gli rivela che il fu scrittore la sera prima aveva tentato di attuare il suo gioco sessuale con lei, ma che ella era fuggita via.
La mattina dopo, Just va dal capo della sicurezza dell'albergo Anthony Marsogliani e cerca di strappargli delle informazioni su un presunto traffico di droga all'interno dell'albergo, - nella stanza del morto lo scrittore aveva trovato anche della cocaina, poi misteriosamente sparita - ottenendo solo di aumentare l'ostilità che l'uomo prova per lui. Ne discute poi con la responsabile delle relazioni pubbliche Sarah Voskovek, che gli rivela di sapere qualcosa su un effettivo traffico di stupefacenti, ma lo mette anche in guardia contro il potere degli spacciatori. Quindi si reca ad una conferenza di Isaac Asimov, ma prima incontra Michael Strong, agente della sicurezza dell'albergo, primo ad accorrere il giorno prima sulla scena del delitto. Egli che afferma di non sapere niente della droga e si mostra molto preoccupato, probabilmente per delle ripercussioni con il suo capo che vuole salvaguardare la reputazione dell'albergo.
Dopo la conferenza Just e Asimov pranzano insieme, e qui il protagonista propone all'altro di utilizzare per il suo libro su un assassinio al congresso dell'ABA il presunto omicidio di Devore. Asimov accetta, scegliendo però come narratore Just. Dopo pranzo lo scrittore si reca dalla sua (e prima di morire anche di Devore) editrice, Teresa Valier, la quale gli spiega ciò che ha visto dell'ultimo firmacopie di Devore, fatto con Asimov. Il compito di Valier era aprire i libri a Devore affinché questi potesse firmarli; successe però che la penna del fu scrittore si scaricò, per cui, non avendo l'editrice alcuna penna di riserva, dovette prestargliela un ammiratore. Quando però anche la seconda penna si scarica, Valier va a cercarne un'altra, per scoprire al suo ritorno che un'altra penna era stata prestata da Nellie Griswold della Hercules Books. A questo punto Just va a parlare con Griswold, che gli rivela che Devore, dopo aver terminato la seconda penna, se l'era messa in tasca.
Dopo essersi congedato da Griswold e dopo aver saputo dalla guardarobiera dell'albergo che la donna che accompagnava Devore la mattina dell'assassinio era Sarah Voskovek, Just va a parlare proprio con quest'ultima. Vokovek gli racconta che, dopo aver ricevuto una chiamata dalla stanza di Devore, vi si era recata per vedere cosa fosse successo. Arrivata, aveva trovato Devore piagnucolante per non aver ricevuto le penne e per il rifiuto della sera precedente. È qui che Voskovek sentì le parole "Quel Darius! Quel maledetto!", per cui più tardi sarebbe andata a parlare con Just. Devore, inoltre propose anche a Voskovek di attuare il suo gioco sessuale, provocando la fuga di quest'ultima. Terminato il colloquio, Just e Voskovek decidono di andare a cenare insieme. Passano una gradevole serata, decidono di passeggiare un po' e si fermano su una panchina in un parco. Qui vengono però aggrediti da un uomo con un coltello che cerca di ucciderli. Just riesce a mettere in fuga l'assassino, ma sbatte violentemente la testa contro il tronco di un albero. Riesce a tornare a casa e mettersi a letto con l'aiuto di Voskovek, che lo assiste e rimane con lui.
La mattina seguente Just si sveglia e, con l'aiuto di Voskovek, capisce la soluzione dell'enigma. Si recano entrambi al congresso dell'ABA e lo scrittore va da Marsogliani, chiedendogli di aiutarlo ad acciuffare una volta per tutte il colpevole. Anche se diffidente, visto che Just si rifiuta di spiegare il suo piano, il capo della sicurezza accetta. Passano allora a prendere Michael Strong ed entrano nella stanza di Devore. Qui Just assicura che l'assassino si presenterà dopo entro un quarto d'ora. Quasi alla fine dei quindici minuti, quando la tensione di tutti e tre è arrivata all'apice, lo scrittore chiede a Strong di prestargli una penna. Questi fa per consegnargliela, ma Just gli salta addosso e gliene prende un'altra. Allora l'agente della sicurezza inizia a gridare e si scaglia contro Just, ma viene fermato da Marsogliani. Lo scrittore apre la penna e vi trova della cocaina: allora Strong confessa la sua colpevolezza. Pranzando con Voskovek, Just spiega a quest'ultima come ha fatto ad arrivare alla verità. Il romanzo si chiude con i due nel letto che fanno l'amore.